# TiLo
TiLo, acronyme de Treni Regionali Ticino Lombardia est une compagnie de chemins de fer italo-suisse créée le 12 décembre 2004. C'est le résultat d'une coentreprise entre l'opérateur historique italien Trenitalia du groupe Ferrovie dello Stato (FS) et les Chemins de fer fédéraux suisses (SBB-CFF-FFS), dans le but de développer le trafic transfrontalier entre le Canton du Tessin et la Lombardie.
Le 10 juin 2011, la part du capital de la société détenue par Trenitalia a été cédée à sa filiale, la société ferroviaire régionale italienne Trenord.
Le but de la société est d'améliorer et de développer le trafic transfrontalier régional de voyageurs entre le Canton du Tessin et la Région Lombardie avec la gestion des liaisons entre le réseau express régional tessinois et le service ferroviaire suburbain de Milan avec une correspondance à Chiasso.
En 2012, la société TiLo a transporté 8 000 000 de passagers. La ligne la plus fréquentée est le trajet Mendrisio – Lugano – Bellinzona et/ou Locarno – Bellinzona, soit les liaisons S10 et S20.

## Service ferroviaire

Ancien logo de TiLo.

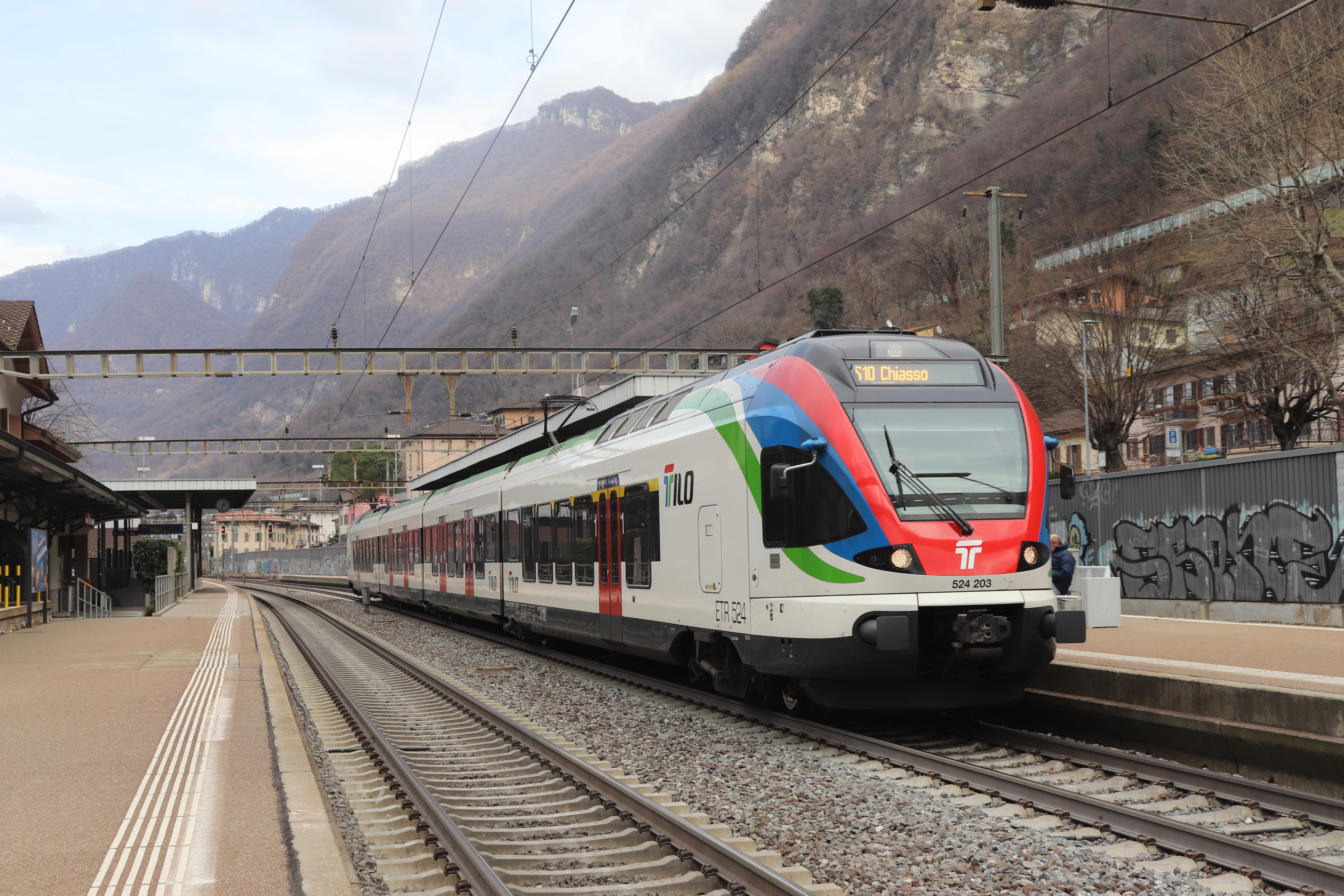
Un Stadler FLIRT TiLo sur la ligne S10.

### Lignes gérées actuellement
| Ligne | Parcours | Pays          |
| ----- | --- | ------------- |
| S10   | Biasca - Castione-Arbedo - Bellinzone - Giubiasco - Lugano - Paradiso - Melide - Maroggia-Melano - Capolago-Riva S. Vitale - Mendrisio S. Martino - Mendrisio - Balerna - Chiasso - Côme S. Giovanni | Suisse Italie |
| S20   | Castione-Arbedo - Bellinzone - Giubiasco - S. Antonino - Cadenazzo - Riazzino - Gordola - Tenero - Minusio - Locarno | Suisse        |
| S30   | Bellinzone - Giubiasco - S. Antonino - Cadenazzo - Quartino - Magadino-Vira - S. Nazzaro - Gerra (Gambarogno) - Ranzo S. Abbondio - Pino-Tronzano - Maccagno - Colmegna - Luino - Porto Valtravaglia - Caldè - Laveno-Mombello - Sangiano - Besozzo - Travedona-Biandronno - Ternate-Varano Borghi - Mornago-Cimbro - Besnate - Gallarate | Suisse Italie |
| S40   | Côme S. Giovanni - Chiasso - Balerna - Mendrisio - Stabio - Cantello-Gaggiolo - Arcisate - Induno Olona - Varèse | Suisse Italie |
| S50   | Biasca - Castione-Arbedo - Bellinzone - Giubiasco - Lugano - Paradiso - Melide - Maroggia-Melano - Capolago-Riva S. Vitale - Mendrisio S. Martino - Mendrisio - Stabio - Cantello-Gaggiolo - Arcisate - Induno Olona - Varèse - Gallarate - Busto Arsizio - Busto Arsizio Nord - Ferno-Lonate Pozzolo - Malpensa T1 - Malpensa T2         | Suisse Italie |
| S90   | Giubiasco - Rivera-Bironico - Mezzovico - Taverne-Torricella - Lamone-Cadempino - Lugano - Paradiso - Melide - Maroggia-Melano - Capolago-Riva S. Vitale - Mendrisio S. Martino - Mendrisio | Suisse        |
| RE80  | Locarno - Minusio - Tenero - Gordola - Riazzino - Cadenazzo - S. Antonino - Lugano - Paradiso - Mendrisio - Chiasso - Côme S. Giovanni - Côme Camerlata - Seregno - Monza - Milan-Centrale | Suisse Italie |

## Trains
La flotte de trains de l'entreprise ferroviaire est composée de trains monotension pour seules les lignes du canton du Tessin alimentées en 15 kV CA et de trains polytension pour circuler sur le réseau suisse et italien alimenté en 3 kV CC.
La flotte comprend :
- 16 rames automotrices électriques bitension à 4 voitures Stadler FLIRT[5] ;
- 3 rames RABe 523 monotension ;
- 19 rames RABe 524/ETR 524 bitension, à 6 voitures ;
- 3 unités NPZ Domino à 4 voitures.

À partir du 16 septembre 2004 et jusqu'en mars 2008, TiLo a assuré l'exploitation de la ligne S9 du Service ferroviaire suburbain de Milan, TiLo a également assuré le service sur la ligne régionale Chiasso-Milan avec 10 rames comprenant une locomotive FS E.464 et des voitures voyageurs surbaissées.